# مونتيفاغو
مونتيفاغو (بالإيطالية: Montevago)‏ هي بلدية في مقاطعة أغريجنتو في صقلية الإيطالية.

## السكان
في سنة 1861 بلغ عدد السكان 3٬122 نسمة، وتطور العدد ليصل في سنة 2011 لـ 3٬015 نسمة.
يظهر هذا المخطط البياني تطور النمو السكاني لـ مونتيفاغو

## توأمة
لمونتيفاغو اتفاقيات توأمة مع كل من:
- تكيرداغ
- بييشتاني